# Canefield
Canefield este un oraș din Dominica.